# Vestito bianco e nero di Audrey Hepburn
Il vestito bianco e nero indossato da Audrey Hepburn nel film My Fair Lady, diretto da George Cukor nel 1964, è considerato uno dei costumi più celebri nella storia del cinema, oltre che un'icona della moda.

## Storia
L'abito bianco e nero appare nella celebre scena del film My Fair Lady ambientato nell'ippodromo di Ascot, indossato dal personaggio di Eliza Doolittle (interpretata da Audey Hepburn), protagonista del film.
L'abito, come tutti i costumi del film, fu disegnato da Cecil Beaton, che ricevette l'oscar ai migliori costumi per il suo lavoro. In precedenza lo stesso Beaton aveva curato anche i costumi e le scenografie della versione teatrale del musical, andato per la prima volta in scena al teatro Mark Hellinger Theatre di Broadway nel 1956 e che furono la principale base di ispirazione per l'adattamento cinematografico dell'opera. Il lavoro di Cecil Beaton fu descritto come "non realistico, ma simbolico" e "sfarzoso e romantico".
My Fair Lady rappresenta l'unica collaborazione fra il costumista Cecil Beaton e l'attrice Audrey Hepburn. Parlando dell'attrice in un'intervista con Vogue, il costumista hollywoodiano ebbe a dichiarare:
(Cecil Beaton)

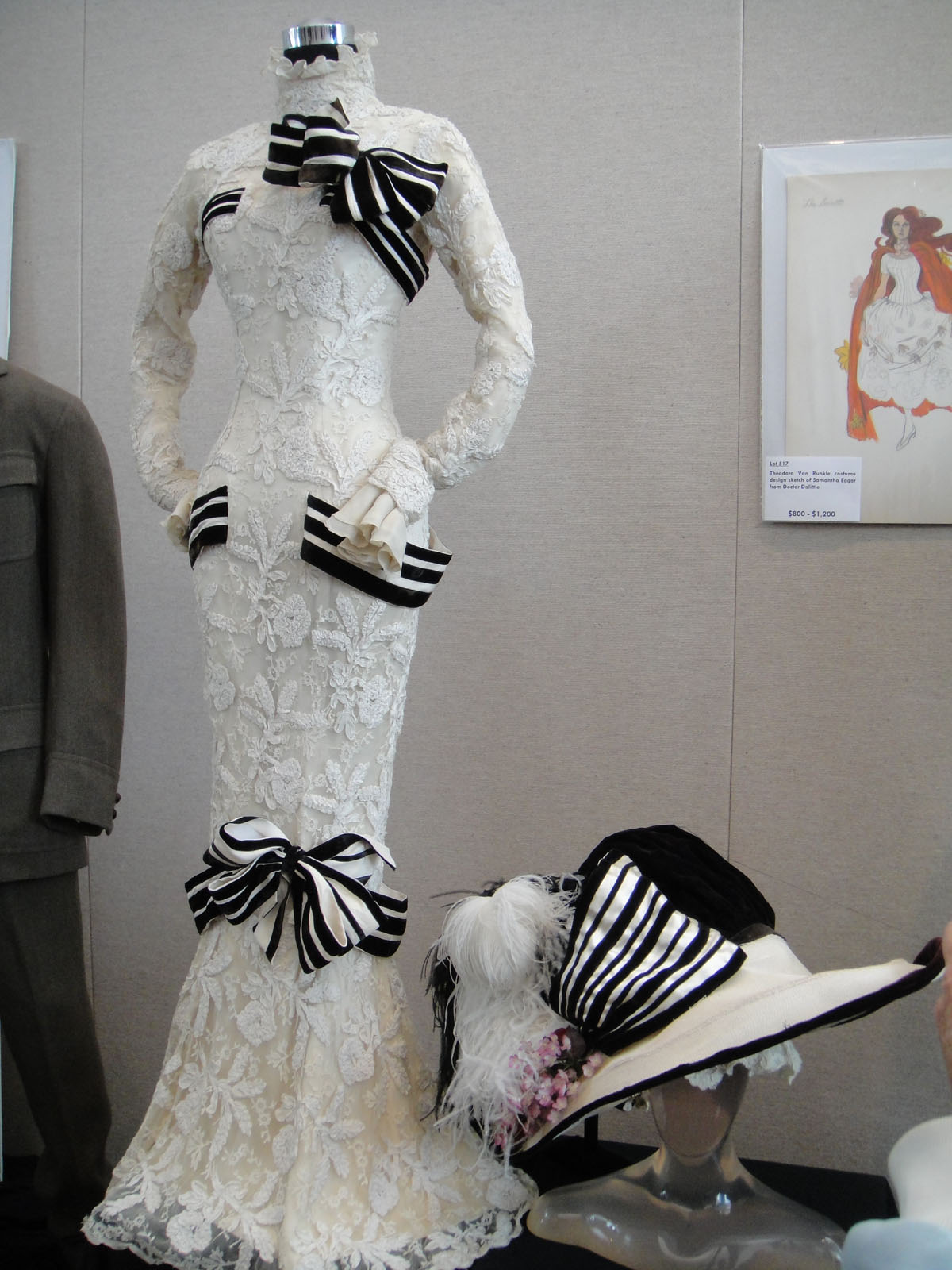
L'abito in esposizione presso la collezione di Debbie Reynolds.

Per la creazione di quest'abito Beaton si ispirò ad alcuni modelli della stilista Lucy Christiana Duff Gordon, che grazie alla sua bravura riuscì in breve tempo a creare una importante casa di moda  "Lucile", e non solo vinse l'oscar ai migliori costumi, ma il suo lavoro fu considerato talmente importante da aver contribuito notevolmente al successo del film. Nel saggio American Icons, l'intero film è identificato con l'immagine di Audrey Hepburn con indosso l'abito bianco e nero.
In seguito l'abito è entrato a far parte della collezione privata di memorabilia hollywoodiana di Debbie Reynolds, che l'ha tenuto in esposizione presso l'Hollywood Motion Picture Museum. Nel 2011 è stata tuttavia comunicata la decisione della Reynolds di vendere l'intera collezione ad un'asta, poi tenuta il 18 giugno 2011. Il prezzo di partenza dell'abito di Audrey Hepburn è stato stimato fra i 100.000 ed i 150.000 dollari.

## Descrizione
Il vestito disegnato da Cecil Beaton per il personaggio di Eliza Dollitlle è un abito stile sirena lungo sino ai piedi e stretto sulla gonna e sulle lunghe maniche. L'abito è decorato da alcuni nastri a strisce bianche e nere e da due fiocchi delle stesse tonalità sul petto ed alla base della gonna. L'abito è abbinato ad un cappello sovradimensionato che richiama gli stessi colori e gli stessi decori del vestito, ed adornato da una composizione di fiori rossi e rosa e piume bianche. La mise è completata da due guantini bianchi ed un ombrello dello stesso colore.

## Impatto nella storia del costume
Nel 1995 la Mattel ha prodotto una bambola Barbie che riproduce il celebre abito di Audrey Hepburn nel film My Fair Lady.
In un sondaggio condotto nel 2010 dalla catena di videonoleggi LoveFilm in occasione dell'uscita del DVD di Sex and the City, l'abito è risultato essere alla sesta posizione nella classifica dei migliori costumi mai indossato da una donna in un film.
A marzo 2011 in occasione del lancio della sua nuova collezione moda ispirata la mondo delle corse dei cavalli, Vivienne Westwood si è dichiaratamente ispirata anche al lavoro di Cecil Beaton, ed al suo abito bianco e nero del film My Fair Lady. Anche altri stilisti hanno presentato alcune collezioni ispirate agli abiti del film, fra cui Ralph Lauren.